# Gerhard Schulte (Fußballspieler)
Gerhard Schulte (* 6. August 1923; † 25. März 1989) war ein deutscher Fußballspieler und -trainer. Schulte, von dem berichtet wird, dass er bei Hertha BSC als Stürmer aktiv war, trainierte den Verein in acht Bundesligaspielen der Saison 1964/65. In der Saison darauf wurde er mit Hertha BSC Meister der Regionalliga Berlin, ein Erfolg, den er 1969 und 1970 mit Hertha Zehlendorf wiederholen konnte. Hauptberuflich war er Gerichtsvollzieher.
Von 1962 bis 1964 und von 1968 bis 1970 trainierte er Hertha Zehlendorf in der damals zweitklassigen Regionalliga Berlin. Größter Erfolg waren hier die Meisterschaften von 1969 und 1970, die größten Erfolge in der Vereinsgeschichte der „kleinen Hertha“. Diese qualifizierten die Zehlendorfer für die Aufstiegsrunde zur Bundesliga, wo es in der jeweiligen Fünfergruppe aber nur zu Platz vier, bzw. Platz drei reichte. Bekannteste Spieler dieser Mannschaft waren wohl Wolfgang Sühnholz, der zum Stammspieler der Meistermannschaft des FC Bayern von 1972 wurde, und der langgewachsene Verteidiger Uwe „Funkturm“ Kliemann der später eine lange Karriere in der Bundesliga hatte, die ihn auch in die Nationalmannschaft führte.
Schulte war Co-Trainer von Hertha BSC als er ab dem 23. Spieltag der Saison 1964/65 am 23. März 1965 Nachfolger von Cheftrainer Josef „Jupp“ Schneider wurde. Schneider, der bereits seinen Abschied zum Saisonende angekündigt hatte, wurde nach einer 4:6-Niederlage beim TSV 1860 München entlassen, die den Verein mit zwei Punkten Rückstand auf den nächsten Nichtabstiegsrang, dem 14. Platz, als Tabellenletzter sah. Unter Schulte war die Hertha am Saisonende mit einem Punkt Vorsprung auf den 15. Platz 14., musste aber wegen finanzieller Unregelmäßigkeiten zwangsabsteigen. Vor der letztinstanzlichen Verkündung des Ligaausschlusses ging Schulte mit der Hertha im Mai und Juni mit der Mannschaft auf eine Privatspielreise durch Mexiko, Guatemala, El Salvador und Costa Rica.
Schulte führte die Hertha in der Saison darauf zur Meisterschaft in der Regionalliga Berlin. In der darauf anschließenden Aufstiegsrunde wurde die Hertha nur Dritter der Vierergruppe. Zum 1. August 1966 übernahm Helmut „Fiffi“ Kronsbein das Traineramt bei der Hertha, das er bis 1974 bekleiden sollte.